# Platylabus pumilio
Platylabus pumilio är en stekelart som beskrevs av Holmgren 1871. Platylabus pumilio ingår i släktet Platylabus och familjen brokparasitsteklar. Arten är reproducerande i Sverige. Inga underarter finns listade i Catalogue of Life.